# Rio Alto Jamari
Rio Alto Jamari är ett vattendrag i Brasilien.   Det ligger i delstaten Rondônia, i den centrala delen av landet, 1 800 km väster om huvudstaden Brasília.
Omgivningarna runt Rio Alto Jamari är huvudsakligen savann. Runt Rio Alto Jamari är det mycket glesbefolkat, med 2 invånare per kvadratkilometer.